# Palácio de Monterrey
O Palácio de Monterrey, de estilo renascentista plateresco espanhol, é uma propriedade pertencente à Casa de Alba, situado no centro da cidade de Salamanca, Espanha, entre a Praça de Monterrey e a Praça das Agustinas, a apenas 50 metros da Praça Maior. 
Após uma renovação feita em parceria com a Prefeitura de Salamanca e a Fundação Casa de Alba, parte dele está aberto como um museu desde 2018.

## História
De estilo renascentista plateresco espanhol, o Palácio de Monterrey, uma construção de forma quadrangular, com pátios e torres, foi erguido por iniciativa do III Conde de Monterrey, Alonso de Acevedo y Zúñiga, em 1539. Os responsáveis pelo projeto foram os arquitetos Rodrigo Gil de Hontañón e o frei Martín de Santiago. No começo do século XX, por iniciativa do XVII Duque de Alba, diversas obras de restauração foram iniciadas, continuadas depois por sua filha, a duquesa Cayetana de Alba. Em 1929, foi declarado Monumento Nacional.

### O museu
Após uma renovação feita em parceria com a Prefeitura de Salamanca e a Fundação Casa de Alba, parte dele está aberto desde maio de 2018 como museu, com visitas guiadas.
Durantes as visitas, é possível ver parte das salas e salões e observar obras de arte, como pinturas de José de Ribera, Salvatore Rosa e Tiziano, peças de porcelana e azulejos de Talavera de la Reina, e móveis de diferentes estilos, como o Barroco.